# Comuna de Gać
Gać (polaco: Gmina Gać) é uma gminy (comuna) na Polónia, na voivodia de Subcarpácia e no condado de Przeworski. A sede do condado é a cidade de Gać.
De acordo com os censos de 2006, a comuna tem 4634 habitantes, com uma densidade 127,1 hab/km².

## Área
Estende-se por uma área de 35,95 km², incluindo:
- área agricola: 91%
- área florestal: 0%

## Demografia
Dados de 30 de Junho 2004:
|                      | Total   | Total | Mulheres | Mulheres | Homens  | Homens |
| -------------------- | ------- | ----- | -------- | -------- | ------- | ------ |
|                      | pessoas | %     | pessoas  | %        | pessoas | %      |
| População            | 4571    | 100   | 2296     | 50,2     | 2275    | 49,8   |
| Densidade (pop./km²) | 127,1   | 100   | 63,9     | 63,9     | 63,3    | 63,3   |

De acordo com dados de 2002, o rendimento médio per capita ascendia a 1378,95 zł.

## Comunas vizinhas
- Kańczuga, Łańcut, Markowa, Przeworsk